# Casa dels Miralles
La casa dels Miralles o dels Sant Joan és un edifici catalogat com a Bé de rellevància local, en la categoria de Monument d'interès local, amb codi 12.02.042-017, per estar inclòs en l'expedient del conjunt historicoartístic de Catí, que està catalogat al seu torn com a Bé d'interès cultural. És a la cantonada formada pel carrer Major i el carreró de la Casa de la Vila, conegut com el “carreró del vent” de Catí, a la comarca de l'Alt Maestrat.

## Història
En un primer moment la casa Miralles era coneguda com a palau de Sant Joan a causa que el propietari del terreny on es va construir era Ramon Sant Joan, mercader i notari de Catí, així com marmessor de Joan Spígol. La realització de l'obra es va concertar al voltant de 1452, i començaren les obres el 1455; se n'encarregà de la construcció el mestre Pedro Crespo, que també obrà en la capella de la Passió de l'església parroquial de l'Assumpció de Maria, coneguda com a “capella Spígol”, així com Lluís Bellmunt.
L'any 1609 es produeix el matrimoni entre Serafina Sant Joan (última descendent d'aquesta família) i Miquel Miralles (germà de Jaume Miralles, que era rector de la parròquia de Catí, i procedia de Vilafranca), el palau es va convertir en residència d'aquesta família, per la qual cosa la denominació va acabar sent "casa Miralles" fins a l'actualitat.
Les seves característiques constructives la converteixen en un bell exemple de construcció civil gòtica, la qual cosa li va merèixer ser reproduïda, l'any 1929 al “Poble Espanyol”, construït per a l'Exposició Internacional de Barcelona.
A principis del segle xx la casa va ser propietat del baró de Casablanca, que la va vendre amb posterioritat, i s'utilitza actualment com a establiment d'hostaleria i bar.

## Arquitectura
Es tracta d'un exemple d'arquitectura civil gòtica, amb façana totalment de fàbrica de carreu, almenys en la façana principal que dona al carrer Major, en què destaquen fonamentalment les finestres ogivals i les arcades apuntades de l'interior.
Aquestes memorables finestres gòtiques són geminades amb uns fins trencallums. Els arcs són conopials i estan decorats amb traceries, rematats per arrabans típicament mudèjars.
Pot dir-se que l'exterior no difereix en les característiques que presenta, almenys en el pis principal, la mateixa ”casa de la Vila”. La planta baixa i el pis principal queden separats externament, a la façana principal (carrer Major), mitjançant una motllura, mentre que la façana lateral és de fàbrica de maçoneria.
La rematada de la façana es realitza en un ràfec de fusta, que presenta una gran volada, amb decoració del segle xviii.
Finalment, com a detall decoratiu a la façana principal de la casa, cal destacar la presència d'un rellotge de sol (datat del 1638, restaurat per la Fundació Blasco d'Alagón al 2009), de tipus vertical i estil clàssic, llaurat sobre pedra i ferro (utilitzat per a la fabricació del gnòmon situat a la junta entre dos carreus), i pintades les hores (que van des de les 5 del matí –de menor longitud- a la una del migdia –la més llarga-) sobre els carreus de la façana del primer pis de la casa palau gòtica del segle xv, situat entre les dues finestres gòtiques, entra juntament amb l'escut que hi ha en aquesta façana principal en la catalogació de BIC que presenta aquesta façana.
Interiorment ha sofert moltes modificacions de l'estructura original, malgrat la qual cosa encara pot observar-se a la part posterior de la planta baixa certes dependències que fan de cavallerisses, celler i fins i tot de cuina. Mentrestant, al pis superior es disposen els dormitoris.